# Sabhal Mòr Ostaig

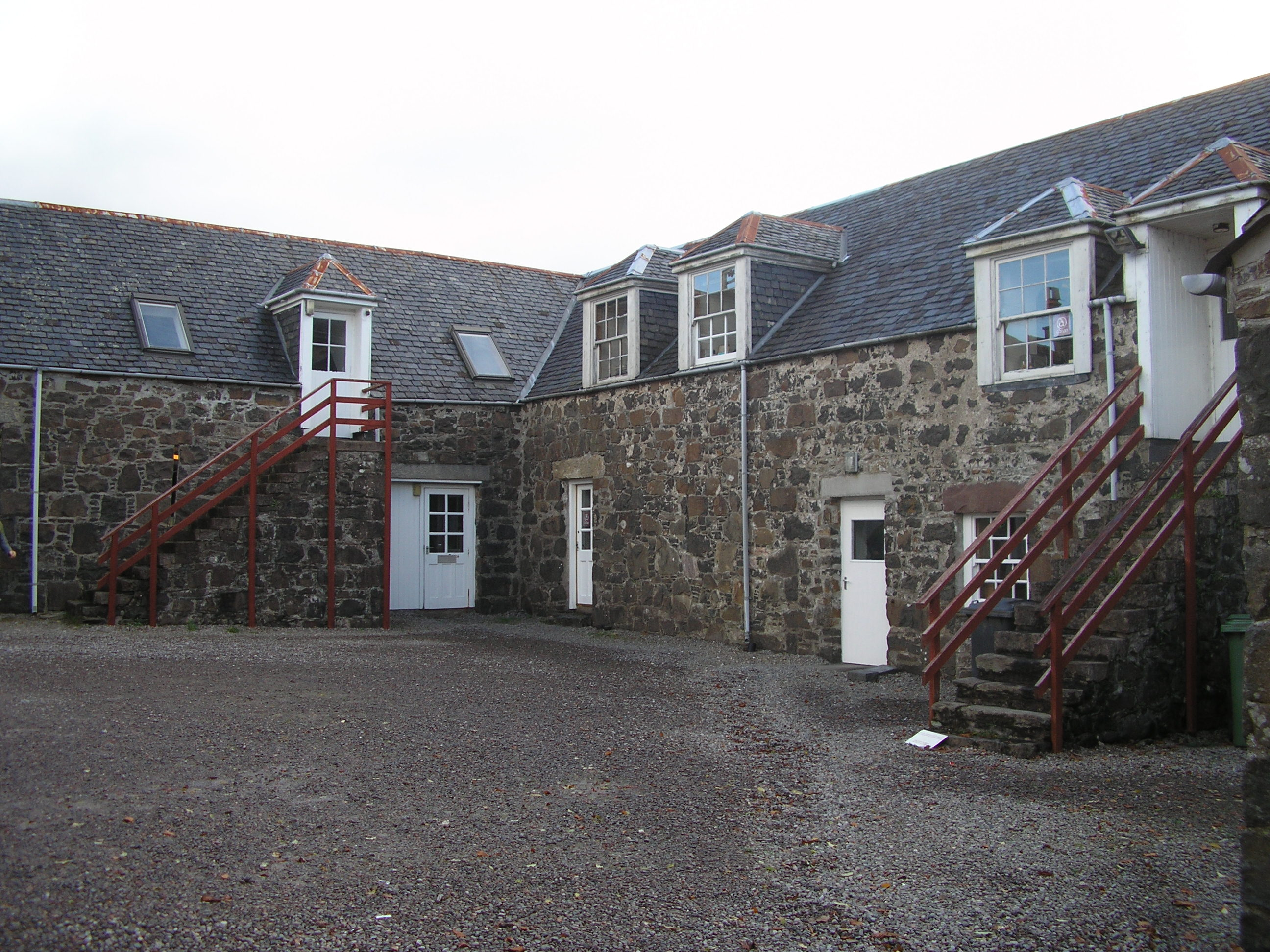
Pati original del Sabhal Mòr Ostaig

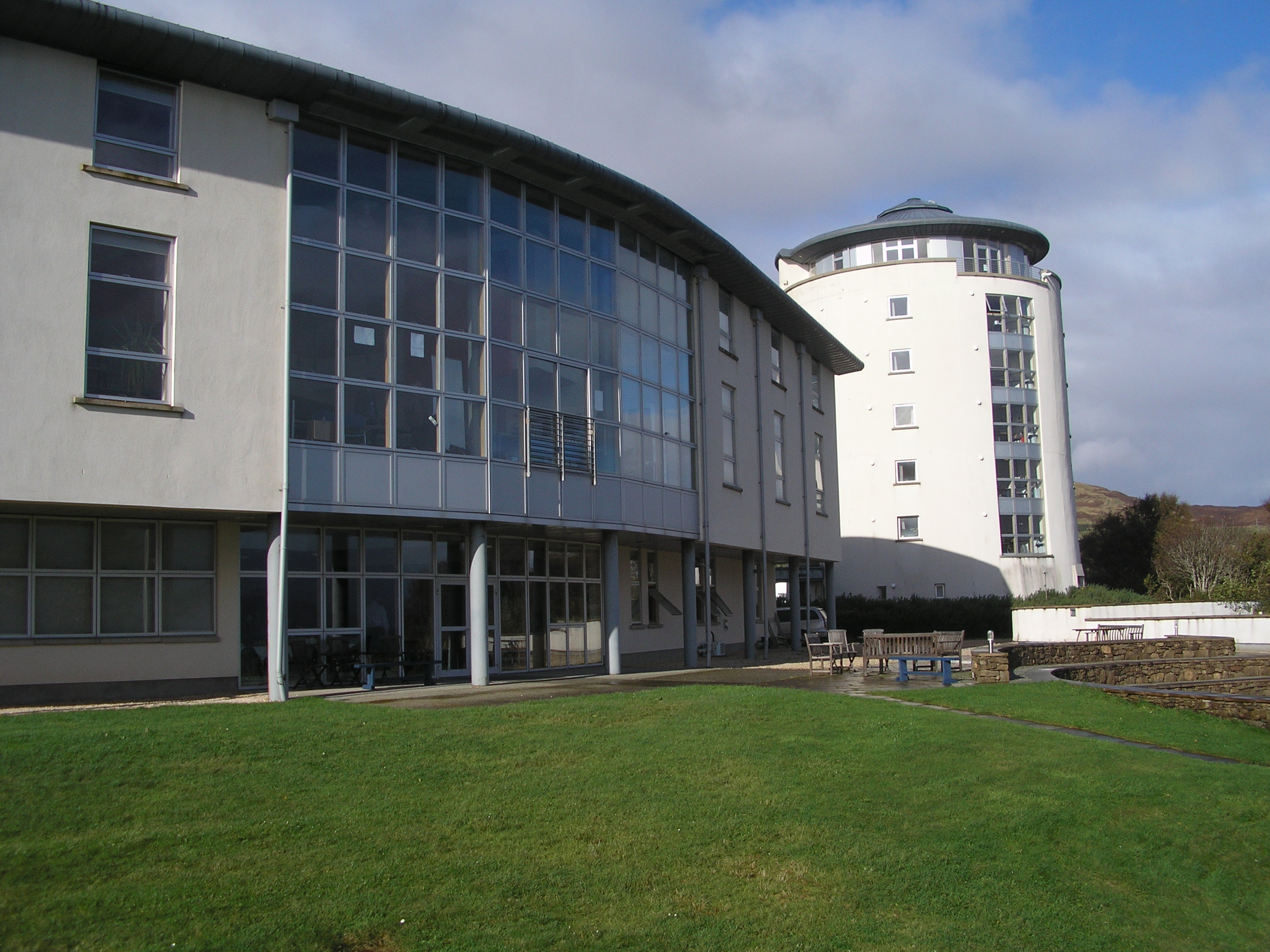
Nous edificis del college

Sabhal Mòr Ostaig és un college que té per llengua vehicular el gaèlic escocès i que està situat 3 km al nord d'Armadale a la península de Sleat a l'illa de Skye, al nord-est d'Escòcia. Forma part de l'UHI Millennium Institute, i també té un campus a Islay conegut com a Ionad Chaluim Chille Ìle. La traducció literal de Sabhal Mòr Ostaig és "el gran graner a Ostaig". El college és l'escenari de les Sabhal Mòr Lectures, celebrades cada any, on assisteixen estudiants de gaèlic d'arreu del món.
Sabhal Mòr Ostaig va ser fundat l'any 1973 a la Granja d'Ostaig, per l'empresari local Sir Iain Noble. El cèlebre poeta gaèlic Sorley MacLean va ser un dels primers membres del consell del college, i el primer director a temps complet va ser Farquhar MacLennan, un erudit del gaèlic nascut a l'illa de Raasay, el qual va assumir aquest paper l'any 1976. Des del 2002 la institució ofereix títols de grau com a part de l'UHI Millennium Institute. Un dels atractius que ofereix el centre és el d'estar en una zona gaèlicoparlant, donant l'oportunitat als alumnes d'aprendre gaèlic dins i fora de les aules.